# Алатау (кинотеатр, Алма-Ата)
Кинотеа́тр «Алата́у» (ул. Толе би, 41) — бывший кинотеатр в Алма-Ате на 592 места. Звуковое сопровождение фильмов осуществлялось в форматах Mono/Dolby-A/Dolby-SR/Dolby Digital/Surround EX/SDDS (Sony), обеспечивающих 8-канальный цифровой звук. Общая мощность акустических систем — 14000 Ватт. Оборудование было предназначено для проката фильмов первой категории и премьерных кинозалов.

## История
Был построен в 1960 году. У здания главный вход заглублён под навес между боковыми ризалитами. Навес поддерживается четырьмя круглыми столбами и балкой вдоль него с поперечными сужающимися к карнизу консолями. На ризалитах с глухими торцами помещены витрины. Прямоугольные окна на стенах с расшитыми швами плитной облицовки имеют различный размер. Зона выходов из зрительного зала выполнена в виде галерей с семью квадратными столбами, связанными со стеной в верхней трети высоты узкими балками, двухчастный торец которых консольно выходит на лицевых гранях столбов .
Здание типовое (арх. Е.Дятлов, И.Попова), зрительный зал первоначально вмещал 780 мест. Здесь проводились встречи с видными деятелями кино и театра. Совместно с Бюро пропаганды советского киноискусства организован клуб «Юный друг кино», а также клубы патриотического, правового и атеистического воспитания. С 1980 года «Алатау» — кинотеатр высшего разряда. В 1980 году его посетили 890 900 зрителей. Руководил строительством, вводом эксплуатацию, а так же был первым директором кинотеатра Алатау: кавалер Ордена Боевого Красного Знамени, двух орденов Красной Звезды, Ордена Великой Отечественной войны 2-й степени, ветеран ВОВ, подполковник Нысанбаев Еркебулан Нысанбаевич.
В 1993 году решением главы горадминистрации Нуркадилова № 316 от 02.08.1993 г. кинотеатр Алатау вместе с кинотеатром Арман передан предприятию «Гендирекция международных кинофестивалей „Казахкинофест“». Через год дирекция влезает в долги и берет под определенный процент акций кредит в Казкоммерцбанке. Первый кредит не возвращает и под оставшийся пакет акций Казахкинофест вновь берёт кредит в том же банке. Через определенное время оба кинотеатра за долги переходят Казкоммерцбанку.
23 июля 2000 года кинотеатр «Алатау» вновь открылся после реставрации. Кинозал на 592 мест оборудован проектором Strong Millenium 2000. Звуковое сопровождение фильмов осуществляется в форматах Mono/Dolby-A/Dolby-SR/Dolby Digital/Surround EX/SDDS (Sony), обеспечивающих 8-канальный цифровой звук. Общая мощность акустических систем кинотеатра — 14 000 Ватт.
В 2011 году установлено новое современное, цифровое кинооборудование — проектор BARCO DP2K23B с системой Dolby 3D.

### Закрытие и снос
C 2013 года кинотеатр не работает. Владельцами здание кинотеатра было заложено под залог, в результате они не вернули заём, и залогодатель выставил его на продажу. Стоимость продажи кинотеатра равна 6 500 000 долларов.
В 2014 году стало известно о покупке франшизы McDonald’s, казахстанским бизнесменом Кайратом Боранбаевым. В августе 2015 года появилась информация что первая бургерная появится на месте кинотеатра Алатау. Градсовет города Алма-Аты одобрил строительство ресторана McDonald’s, чиновники от архитектуры заявили что город нельзя превращать в музей. Общественность города выступала против сноса исторического здания кинотеатра, однако он все же был снесён в октябре 2015 года.

## Награды
- Лучший кинотеатр в номиции «Выбор года-2000»[15].
- Лучший кинотеатр в номиции «Выбор года-2001»[16].